# تونی اورلندو
تونی اورلندو (انگلیسی: Tony Orlando؛ زادهٔ ۳ آوریل ۱۹۴۴) یک موسیقی‌دان اهل ایالات متحده آمریکا است. وی از سال ۱۹۶۱ میلادی تاکنون مشغول فعالیت بوده‌است.